# Mező Imre (politikus)
Mező Imre, született Mehrel Izsák (Ramocsaháza, 1905. december 13. – Budapest, 1956. november 1.) szabó, magyar kommunista politikus.

## Pályafutása
Ramocsaházán született 1905. december 13-án este fél 11-kor, Mehrel Izsák néven, Mehrel Selig, 54 éves, dombrovai születésű izraelita hitközségi sakter és Blaulicht Sára, 39 éves, tarnovi születésű asszony gyermekeként. Szabóinasnak tanult Kisvárdán, majd 1925-ben Belgiumba emigrált. Tagja lett a belga kommunista pártnak, és innen indulva jelentős karriert futott be a nemzetközi munkásmozgalomban. Harcolt a spanyol polgárháborúban, a Nemzetközi Brigád tagjaként segítette a köztársasági erőket. Később a francia ellenállásban vett részt.
1945-ben hazatért és a Magyar Kommunista Párt (MKP) majd a Magyar Dolgozók Pártja (MDP) mozgalmi embere lett. 1953-ban megbízták a Szakszervezetek Országos Tanácsa (SZOT) egyik osztályának vezetésével. 1956 júliusától az MDP Központi Vezetőségének tagja. A vezetőségben kérte az október 23-i tüntetés engedélyezését. Október 23-ától a párt Katonai Bizottságának tagja, mely az általuk ellenforradalminak nevezett erők lefegyverzésében vállalt volna szerepet. Mező Imrét ez a bizottság kérte fel, hogy október 24-étől lássa el a Budapesti Pártbizottság épületében lévő civilek irányítását.

## A Köztársaság téri események
A pártház a forradalom első napjaiban számos kommunista csoportnak adott biztonságosnak gondolt helyet. Nemcsak a budapesti (de nem országos) pártvezetés tartózkodott itt, de számos pártmunkás, néhányuk családja, két szakasznyi ÁVH-s fegyveres, akiket a pártház védelmére rendeltek ki, továbbá a Néphadsereg kb. kilenc tisztjéből álló társaság, összesen kb. 150 fő. Politikai vezetőként Mezőnek a házban lévő fegyveres alakulatok parancsnokságába is beleszólása volt. A Katonai Bizottság valójában a megalakulásától kezdve megosztott volt. A tétlenkedést megelégelve főtisztek egy kisebb csoportja szervezkedésbe kezdett, mely a pártvezetőség tagjai felé a munkásmilíciák megszervezésére irányult, valójában a Nagy Imre-kormány és az országos pártvezetés elleni katonai puccs kivitelezését tűzte ki célul. Ennek a csoportnak adott helyet a pártbizottság épülete. Mező Imre október 29-én felkérte a katonai vezetőknek e csoportját, hogy biztonságuk érdekében hagyják el a pártházat, amit azonban nem tettek meg. Mező, figyelembe véve, hogy nem volt keményvonalas rákosista, őt magát pont a reformokat teljesen elutasító és a pártházban tartózkodók által sem szeretett Kovács István budapesti első titkár helyett nevezték ki (akit akarata ellenére hazaküldött), feltehetően a pártház biztonsága érdekében próbálta elküldeni a katonákat.
1956. október 30-án fegyveres konfliktus alakult ki. A Köztársaság téri csata során arra a döntésre jutott, hogy a tankokkal megerősített túlerővel szemben a bentiek már nem tudják tartani magukat. A Magyar Néphadsereg két tisztjével együtt, fehér zászlóval elindult, hogy a pártházat elhagyja, és bejelentse az ostromlóknak, hogy a házat feladják; az ezt követő események azonban vitatottak, többek között az is, hogy a kapun egyáltalán kiléptek-e. Annyi bizonyos, hogy annak közelében mindhárman később halálosnak bizonyuló lövést kaptak. Vitatott, hogy vajon bentről vagy kintről érkeztek a lövések. Az azonban biztos, hogy a lövések hátulról érték. Egyes szemtanúk vallomása szerint a halálos sorozatot Falábú Jancsi csapata adta le az Erkel Színház közeléből. Két társának holttestét meggyalázták, lábuknál fogva felakasztották az ostromlók.
A helyszínre érkező – a feldühödött tömeget megfékezni szándékozó – corvinista nemzetőrök kórházba vitték, ahol azonban sérüléseibe 36 óra múlva belehalt.

### Legendák haláláról
A forradalom leverése után elterjedt legenda szerint őt nem a térről, a támadók lőtték le, hanem hátulról, a pártházból, a vele egyet nem értő „elvtársak”. Ez a tévhit a rendszerváltás után még inkább szárnyra kapott, noha egyetlen szemtanú sem támasztotta alá.
Gosztonyi Péter az 1994-es művében „máig felderíthetetlen okok következményének” tartja Mező halálát. Hasonlóképpen Tulipán Éva is: „A források ismeretében is csak kérdőjeleket tehetünk, valószínűsíthető azonban, hogy a pártbizottság titkárát nem ugyanabból a szögből érte a golyó, mint Asztalos János és Papp József ezredeseket. Míg a tisztek elölről kaptak – egy, illetve több – golyót, addig Mező Imre oldalt, hátulról szenvedhetett találatot. Ez a tény megkérdőjelezi azt a közkeletű elméletet, amely biztosra veszi, hogy Mezőt a forradalmárok lőtték le.”
Kövér László is erre utalt a 2002-es választási kampányban egy lakossági fórumon: „Medgyessy Péter és Kovács László nem mert kijönni a Köztársaság téri pártszékházból, nehogy úgy járjanak, mint szegény Mező Imre, akit onnan kilépve hátba lőttek.”
Az állítást azonban az orvosok tanúvallomása is cáfolja, de egyébként sem döntő, hogy Mezőt hol érte a lövés, hiszen amikor megpillantotta a rászegezett fegyvereket, önkéntelenül is elfordulhatott. Nem indokolható feltételezés, hogy a pártház védői vették volna célba, egyébként ez ennyi szemtanú mellett nem maradhatott volna titokban.

## Emlékezete

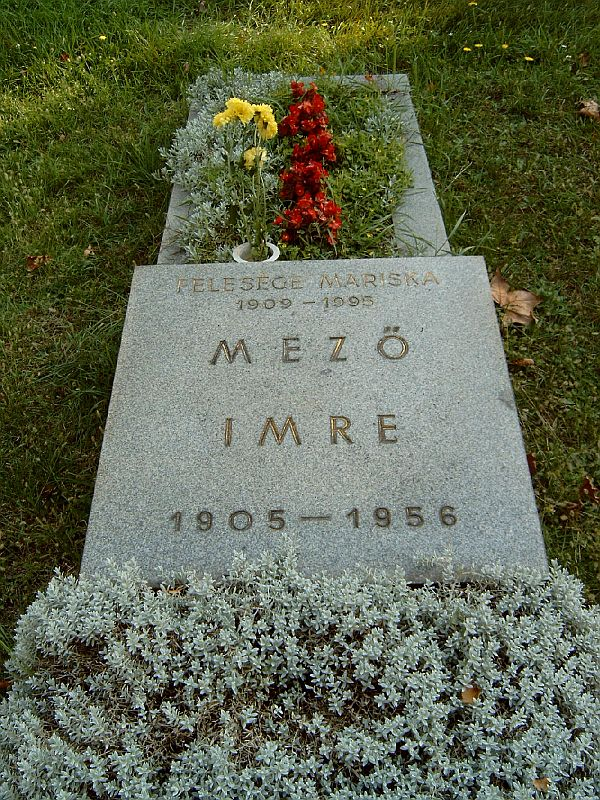
Mező Imre sírja Budapesten. Kerepesi temető: Mm. J.3.

Mező Imre halálát a kádári propaganda politikai céljai igazolására használta fel. Mitologikus tettet láttatott benne, miközben magának a Köztársaság téri eseménynek a tisztázását nem tette meg. A legendák mindkét oldal szellemi örökösei között tovább élnek. Fehér Könyv: „A fegyveres ellenforradalmi bandák is megmutatták »kibontakozási« programjukat: a tűzszünet leple alatt, a szovjet csapatok távozása után, október 30-án támadást hajtottak végre a párt budapesti székháza ellen.”
Nevét a rendszerváltásig a Mező Imre út (ma: Fiumei út) őrizte. Sírja a Munkásmozgalmi Panteon díszhelyén van. A Munkásmozgalmi Panteon hivatalosan 1959-ben született meg.
Az Óbudán található Vihar utcai általános iskola 4882. sz. úttörőcsapata is Mező Imre nevét viselte. Dunaújvárosban és Szegeden pedig egy általános iskola is. Makón egy kollégium viselte a nevét; az épület jelenleg[mikor?] átalakítás alatt áll, helyén az önkormányzat Közhivatalok Háza néven egy 1250 négyzetméteres irodaházat alakított ki. Örkényen ma is van róla elnevezett utca.
Az ötvenedik évfordulóra a tragikus eseményeknek Térey János és Papp András Kazamaták című drámája állít emléket.
Szegeden a Tisza-parti Általános iskola is Mező Imre nevét viselte.
Kaposváron 1964-ben vagy 1965-ben a korábban egyszerűen Mező utcának nevezett November 4. utcát Mező Imre utcára nevezték át. 1991-ben, mivel az addigi név a kommunista rendszerhez kötődött, visszanevezték Mező utcára.

## Forrás
- ↑ Eörsi: Eörsi László:  Köztársaság tér 1956.  Beszélő,  XI. évf.  8. sz. (2006. június)  Hozzáférés: 2017. október 23.